# 三成聖者大聖堂 (ティミショアラ)
座標: 北緯45度45分02秒 東経21度13分27秒 / 北緯45.75069度 東経21.22412度

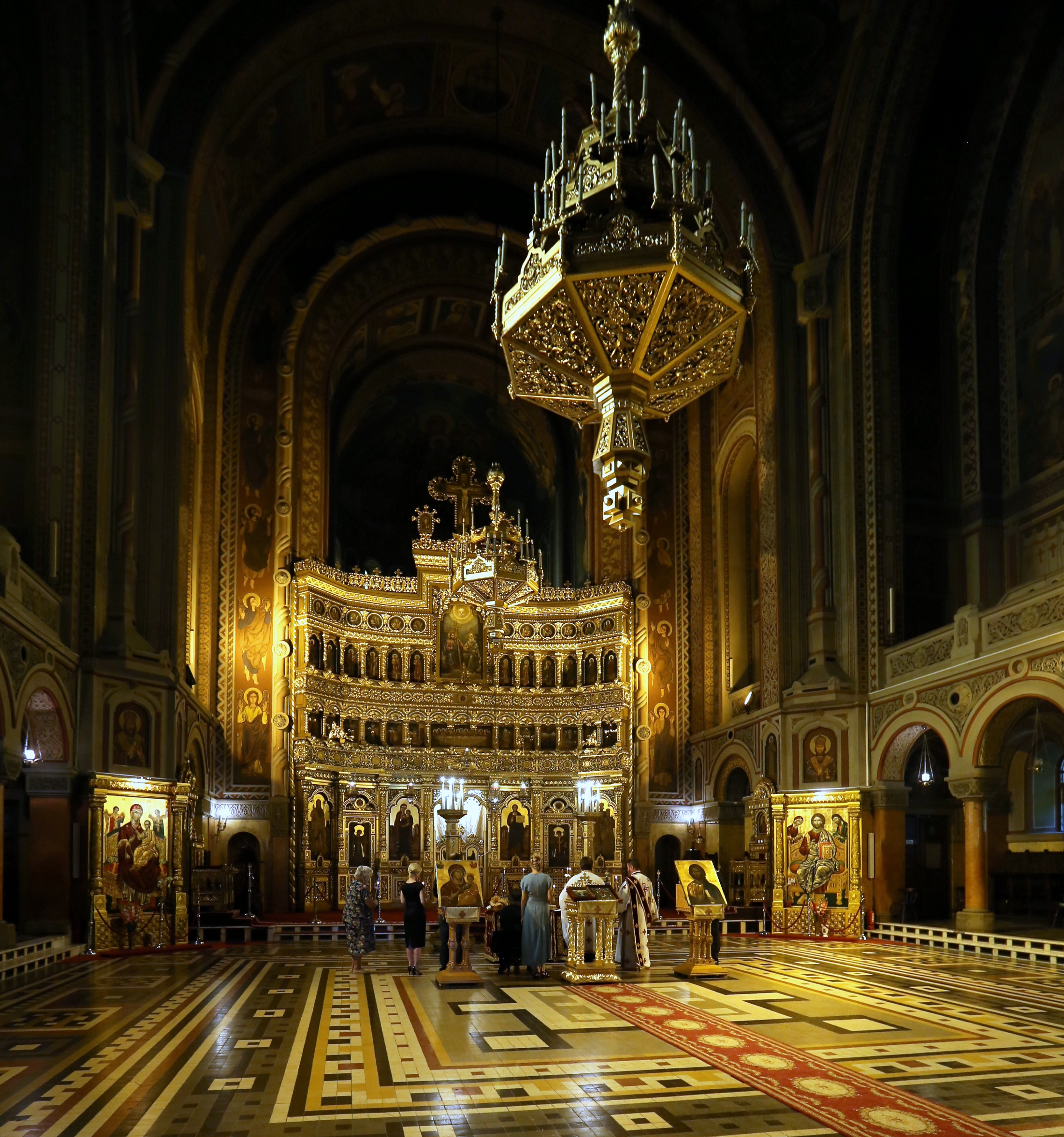
内部

ティミショアラの三成聖者大聖堂（さんせいせいしゃだいせいどう、ルーマニア語: Catedrala Ortodoxă "Sf. Trei Ierarhi"）は、ルーマニア正教会の大聖堂である。ティミショアラ正教大聖堂（ルーマニア語: Catedrala Ortodoxă din Timişoara、英語：Timişoara Orthodox Cathedral）とも呼称される。

## 概要
1937年から1940年にかけて建設された。大聖堂は三成聖者（大ワシリイ（ヴァシリオス）、神学者グリゴリイ（グリゴリオス）、金口イオアン（イオアンニス））を記憶している。11の塔を持ち、中央の最も高い塔は96メートルの高さを有する。
大聖堂はルーマニアの価値ある宗教的物品である古いイコンや、ルーマニア語の初期の著作物を所蔵している。著作物の中には1648年の「アルバ・ユリアの新約」（Noul Testament de la Bălgrad）や、1643年の「府主教ヴァルラアムによる講話」（Cazania lui Varlaam）がある。
地域の宗教的伝統と、モルダヴィアとビザンティンの職人が移入し受容したビザンティン建築に部分的に則っては居るものの、建築の形式はルーマニア正教会の建築物の中では全く普通ではない。屋根の突端部分の下部にある窪み、内部の穹窿、多様な色彩に富んだラッカーといった要素は、コジア修道院（Cozia Monastery）やプリストプ修道院（Prislop Monastery）などに見られる（両修道院とも、14世紀に、プリレプの修道士ニコディムの発案による要領に従って建てられている）。
教会の内部と外部の絵画はアタナシエ・デミアン（Atanasie Demian）によって制作された。絵画の制作は第二次世界大戦の戦間期という難しい時期と重なったため予定の完成には間に合わず、戦後も長い間放置されたままだった。